# Cúter

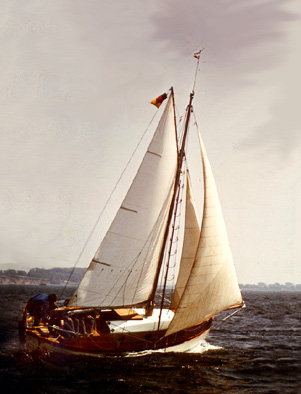
O Kleine Freiheit, um cúter alemão.

Cúter, também chamado "chalupa", é um veleiro rápido de pequeno porte com um mastro e duas a três vela de estai. Começou a ser utilizado no século XVII.
É uma embarcação rápida e de fácil manobra.